# Lutherkirche (München)

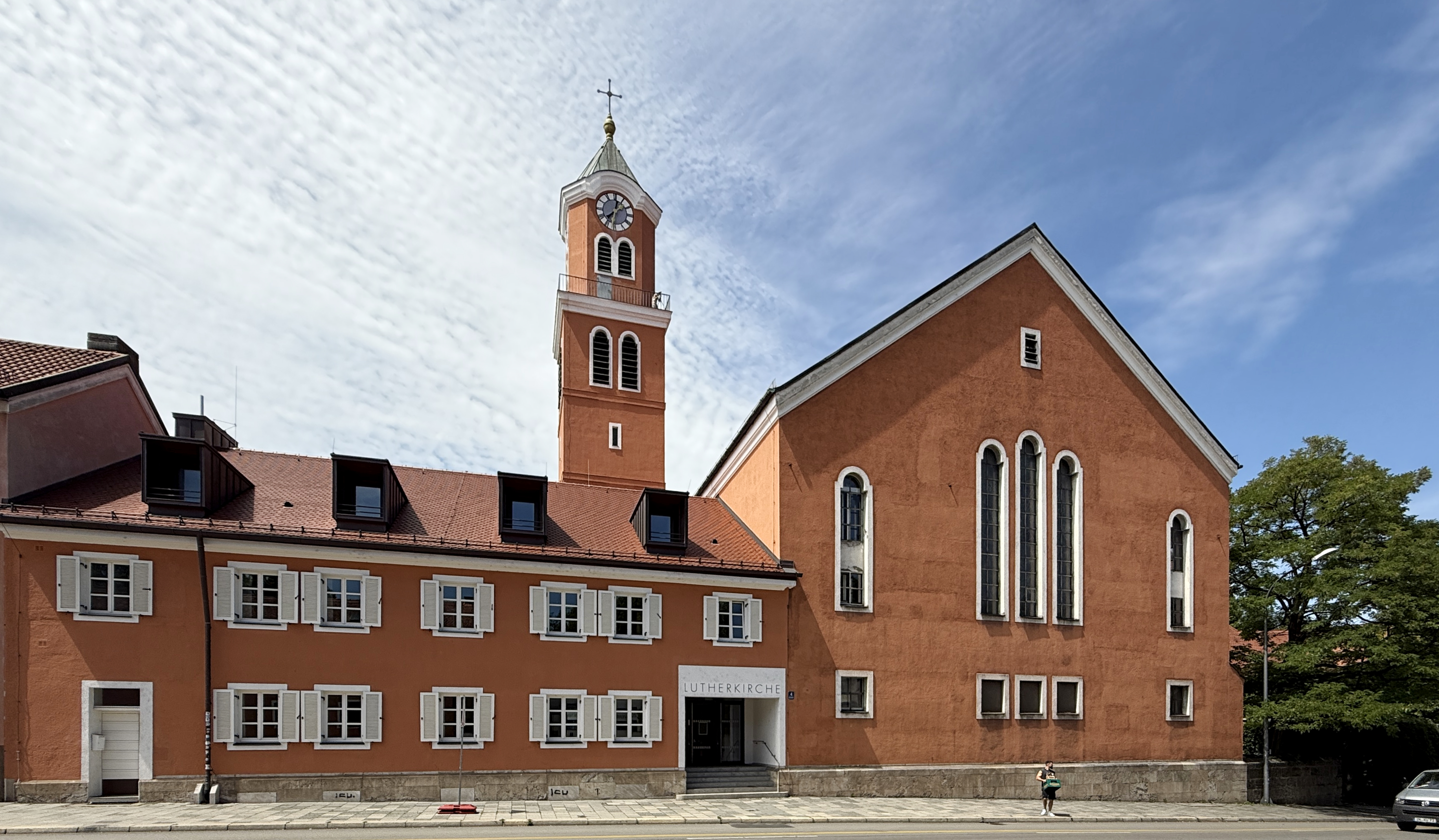
Lutherkirche München, 2025

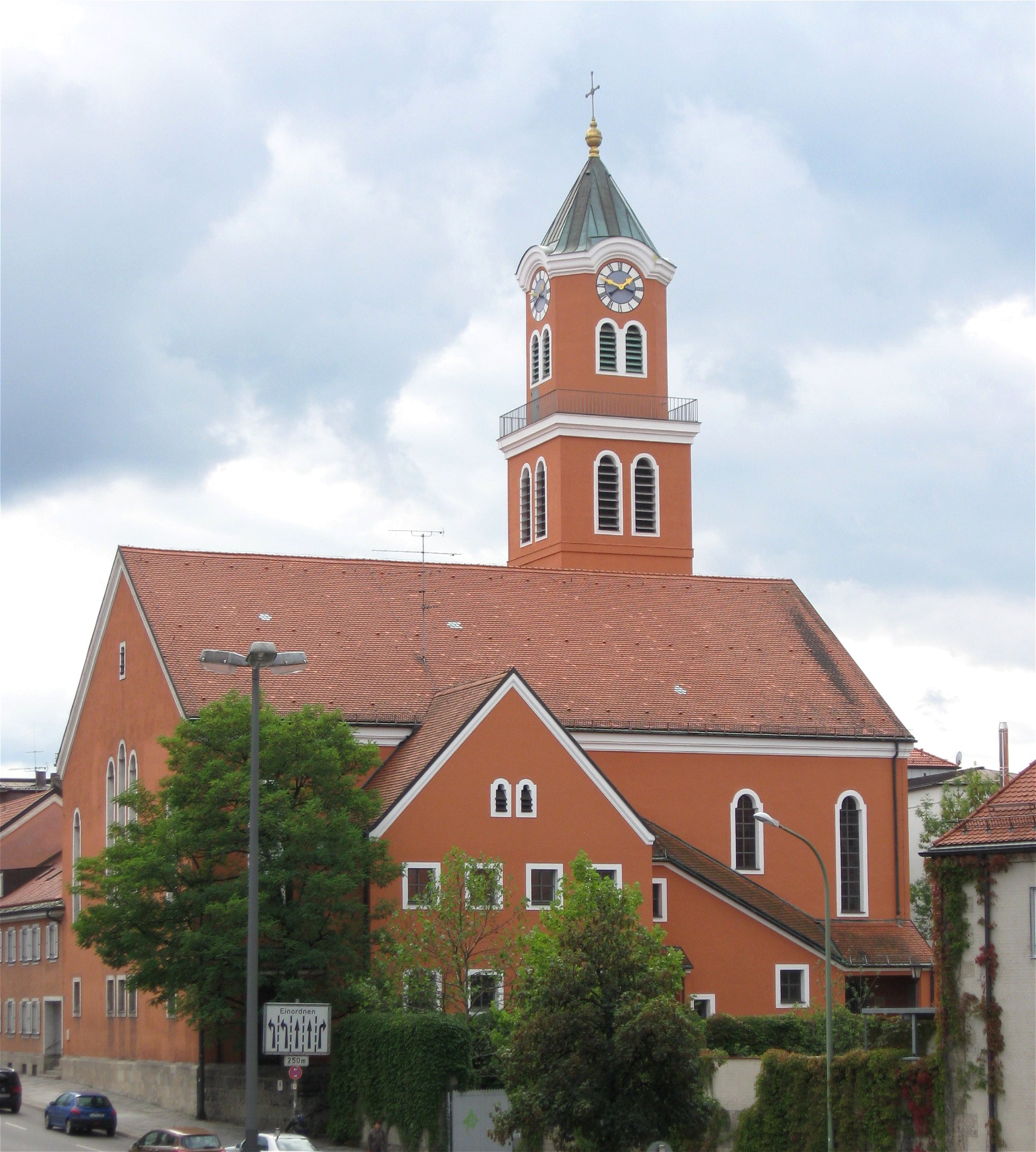
Ansicht von Norden

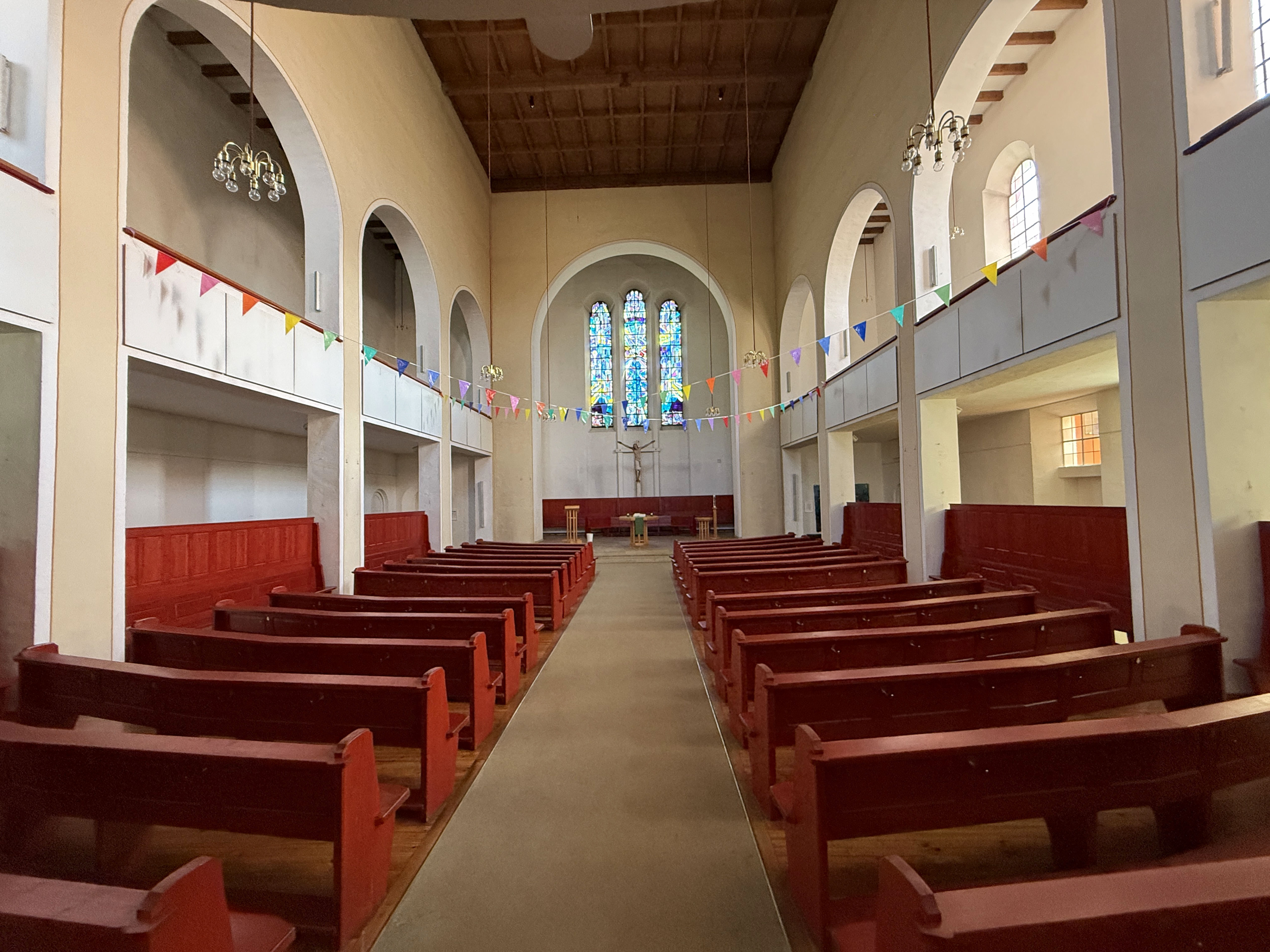
Lutherkirche innen

Die Lutherkirche in München-Giesing ist ein denkmalgeschütztes Kirchengebäude im Stil des Historismus in der Martin-Luther-Straße 4 am Giesinger Berg in Obergiesing. Sie ist die Pfarrkirche der evangelisch-lutherischen Kirchengemeinde, die mit etwa 7000 Mitgliedern eine der größten evangelischen Gemeinden der Landeshauptstadt ist.

## Geschichte
In der zweiten Hälfte des 19. Jahrhunderts zogen zunehmend Protestanten nach München, vor allem Handwerker und Beamte, sodass zu Beginn des Ersten Weltkriegs bereits 4000 Evangelische in Giesing wohnten. Sie gründeten am 25. November 1920 den Evangelischen Verein München-Giesing mit dem Ziel, die geistliche und diakonische Versorgung aufzubauen. In der Turnhalle der evangelischen Kolumbusschule fand am 21. Februar 1921 der erste Gottesdienst statt; der erste Pfarrer wurde 1923 eingesetzt, 1924 die evangelisch-lutherische Kirchenstiftung gegründet und ein Baugrundstück für Kirche und Pfarrhaus erworben und 1925 der erste Kirchenvorstand gewählt. Der Evangelische Verein erwarb 1925 die Gartenwirtschaft „Giesinger Weinbauer“ auf der gegenüberliegenden Straßenseite und gestaltete das Wirts- in ein Gemeindehaus um. Am 26. März 1926 folgte die offizielle Loslösung von der Mutterkirche St. Johannes in Haidhausen und die Erhebung zur selbstständigen Pfarrkirchengemeinde.
Die Lutherkirche wurde 1926/1927 nach Plänen von Hans Grässel im erbaut. Martin Luther wurde der Namenspatron. Baubeginn war der 3. April 1926 und die Grundsteinlegung am 27. Juni 1926. Während der Bauarbeiten wurde die Hauptfassade von Osten nach Westen verlegt, da für die an der Ostseite zu errichtende Straße ein breiter Streifen abgetreten werden musste. Am 1. November 1927 erfolgte die Einweihung. Zu diesem Zweck zogen die Pfarrer mit Talar und dem Abendmahlsgeräten in den Händen in einer Art Prozession durch die Straßen in die neue Kirche ein.
Ab 1930 mussten mehrfach die Gottesdienste gegen kommunistische Störungen geschützt werden. Der Nationalsozialismus polarisierte die Gemeinde. Während sich die Hälfte des Kirchenvorstands den Nationalsozialisten und viele Gemeindeglieder den Deutschen Christen anschlossen, traten etwa 100 Gemeindeglieder der Bekennenden Kirche bei. Zu ihnen gehörte Pfarrer Karl Alt, der Hans und Sophie Scholl seelsorgerlich begleitete. Am 9. Mai 1935 folgte die Gründung des Evangelischen Vereins für Krankenpflege und Diakonie. Das Gemeindehaus diente der NSDAP 1935–1937 als Verkehrslokal. Die Tochtergemeinde Harlaching wurde 1940 ausgegliedert. Im Jahr 1942 wurden drei der vier Glocken zu Rüstungszwecken abgeliefert. Bei einem Bombenangriff am 6./7. September 1943 wurde die Kirche zerstört; nur die Umfassungsmauern und der Turm blieben erhalten. Das Gemeindehaus erlitt am 25. April 1944 dasselbe Schicksal und wurde durch Brandbomben zerstört.
Die Gemeinde feierte ihre Gottesdienste übergangsweise in der Turnhalle der Icho-Schule, bis 1947 aus den Ruinen des „Weinbauern“ eine Notkirche entstand und 1948 die Einweihung der Martin-Luther-Kapelle im Gemeindehaus erfolgte. Die in den Jahren 1951–1953 in etwas vereinfachter Form wiedererrichtete Kirche wurde am 20. Dezember 1953 eingeweiht. Das Satteldach wurde mehr als zwei Meter niedriger errichtet als der alte und die Traufen wurden gerade und nicht mehr ausschwingend ausgeführt. Der First blieb ohne die bekrönenden Steinkreuze und die Nordseite ohne Gauben. Der Altarraum wurde in der Längsachse um 5 Meter verlängert und der Altar zurückversetzt. Die Glocken wurden 1964 mit denselben Inschriften und Schlagtönen nachgegossen und 1969 eine Orgel angeschafft.
Nach einer Außenrenovierung im Jahr 1975 führte die Kirchengemeinde 1977/1978 einen Umbau des Innenraumes durch. Dieser wurde 1989 unter Ingrid und Georg Küttinger saniert und neu gestaltet. Das alte Pfarrhaus südlich der Kirche wird von 2019 bis 2021 umgebaut. Hier entstehen ebenerdig Gemeinderäume, die den bisherigen Innenhof einbeziehen und mittels eines Durchbruchs an die Kirche angeschlossen werden. Die Grundsteinlegung erfolgte am 24. Juli 2019. Im Zuge der Baumaßnahmen wird auch die Kirche saniert. Das alte Gemeindehaus auf der gegenüberliegenden Straßenseite wird abgerissen.
Kirche und Pfarrhaus sind als Baudenkmal in die Bayerische Denkmalliste eingetragen.

„Martin-Luther-Straße 4. Evang.-Luth. Pfarrkirche, Lutherkirche, historisierender Saalbau mit Anbau und Satteldach; Glockenturm; Pfarrhaus; von Hans Grässel, 1926–27. nachqualifiziert.“

## Architektur

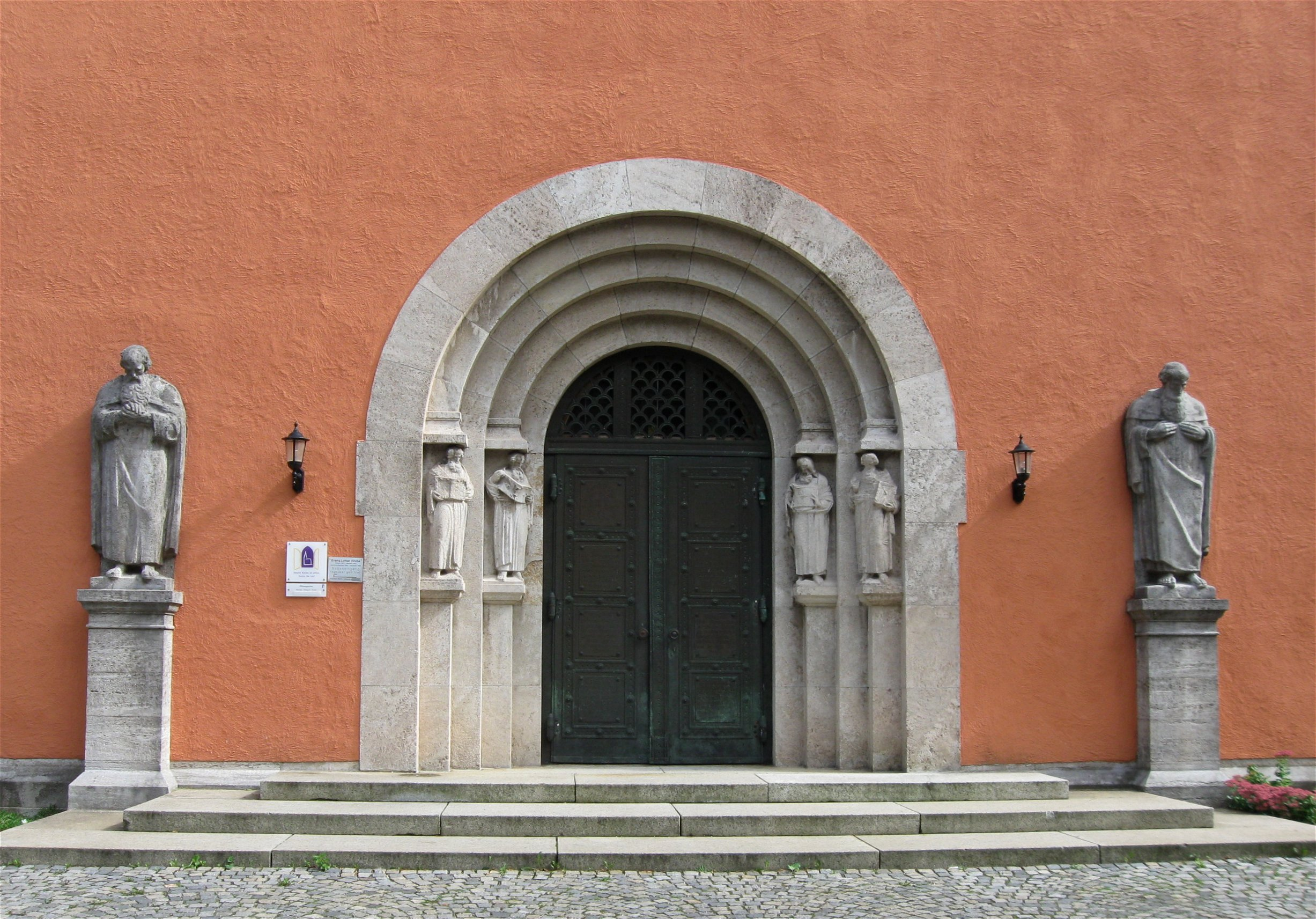
Westportal

Der in etwa geostete, rot verputzte dreischiffige Saalbau auf rechteckigem Grundriss ist westlich der Hauptstraße errichtet. Er wird von einem roten Satteldach bedeckt. Im Norden ist ein kurzes Querhaus, an der Südwestecke ein Kirchturm und im Südosten das Pfarrhaus mit den zukünftigen Gemeinderäumen und der Verwaltung angebaut. Das Querhaus mit zwei Gemeinderäumen erhielt ein Satteldach statt des ursprünglichen Pultdaches.
Der Innenraum ist 23 Meter lang und 18,6 Meter breit, der Chorraum 4,5 Meter tief und 9,4 Meter breit. Das Kirchenschiff wird durch schmale Rundbogenfenster belichtet. An den beiden Giebelseiten ist je ein Drillingsfenster eingelassen, dessen Mittelfenster leicht überhöht ist. Die bunten Bleiglasfenster im Altarraum schuf Helmut Ammann 1958. Sie zeigen das Neue Jerusalem mit Motiven aus Offb 21-22 , zentral das Lamm Gottes, dessen Strahlen die zwölf Tore mit den zwölf Engeln durchdringen. Vom Lamm geht der Lebensstrom aus, an dessen Ufer Bäume Früchte tragen. Unten empfängt Johannes von dem Engel mit einem goldenen Messstab die Offenbarung. Die Flammen an den Seiten stehen für das göttliche Gericht.
Das Westportal ist als Stufenportal gestaltet und hat auf den bronzenen Flügeltüren eine Auswahl der 95 Thesen Luthers. Auf Konsolen in den Gewänden sind die vier Großen Propheten als bärtige Männer mit langen Gewändern und Buch in der Hand dargestellt. Sie werden flankiert von den Figuren der vier Evangelisten, die als überlebensgroße Figuren auf gedrungenen Wandpfeilern stehen. Sie zeichnen sich durch unterschiedliche Gesten aus und tragen ebenfalls lange Gewänder.
Der Kirchturm wird durch umlaufende Gesimse in mehrere Geschosse gegliedert. Das oberste Geschoss mit je zwei schmalen rundbogigen Schallöffnungen dient als Glockenstube und beherbergt ein Vierergeläut. Über den quadratischen Schaft erhebt sich eine achtseitige Laterne mit umlaufender Galerie. Über den gekuppelten Schallöffnungen sind die vier Zifferblätter der Turmuhr angebracht. Der gedrungene oktogonale Spitzhelm wird von einem Turmknauf mit einem Kreuz bekrönt.

## Ausstattung
Der Innenraum wird mit einer schlichten Holzdecke abgeschlossen. Auf den Stuck im Altar und Emporenbereich wurde nach dem Wiederaufbau verzichtet. Im Inneren öffnet ein großer Rundbogen den um zwei Stufen erhöhten Chor zum Langhaus. An den Langseiten sind Emporen eingebaut, die auf viereckigen Pfeilern ruhen, die zugleich das Dach stützen. Die Rundbogen-Arkaden über den Emporen vermitteln den Eindruck einer dreischiffigen Hallenkirche. Die Brüstungsfelder tragen 24 Credo-Tafeln, die von Gemeindegliedern bemalt wurden und die Artikel des Glaubensbekenntnisses darstellen. Die konvex gewölbte Westempore dient als Aufstellungsort für die Orgel.
Die Kirchenausstattung ist schlicht. In der alten Kirche war die steinerne Kanzel über dem Altar errichtet. Altar, Pult. Taufbecken und Kerzenständer wurden 1989 von Küttinger aus Fichtenholz achteckig gefertigt und stehen vor dem Rundbogen. Die achtarmigen Messingleuchter gehen ebenfalls auf Entwürfe Küttingers zurück. An der Ostwand ist das große Kreuz (3,5 Meter) von Helmut Ammann aus dem Jahr 1957 angebracht. Als Zeichen der Auferstehung schwebt der Gekreuzigte davor mit segnend erhobenen Händen. Das rot gefärbte hölzerne Kirchengestühl im Mittelschiff ist nach außen abgewinkelt und lässt einen Mittelgang frei.

## Orgel

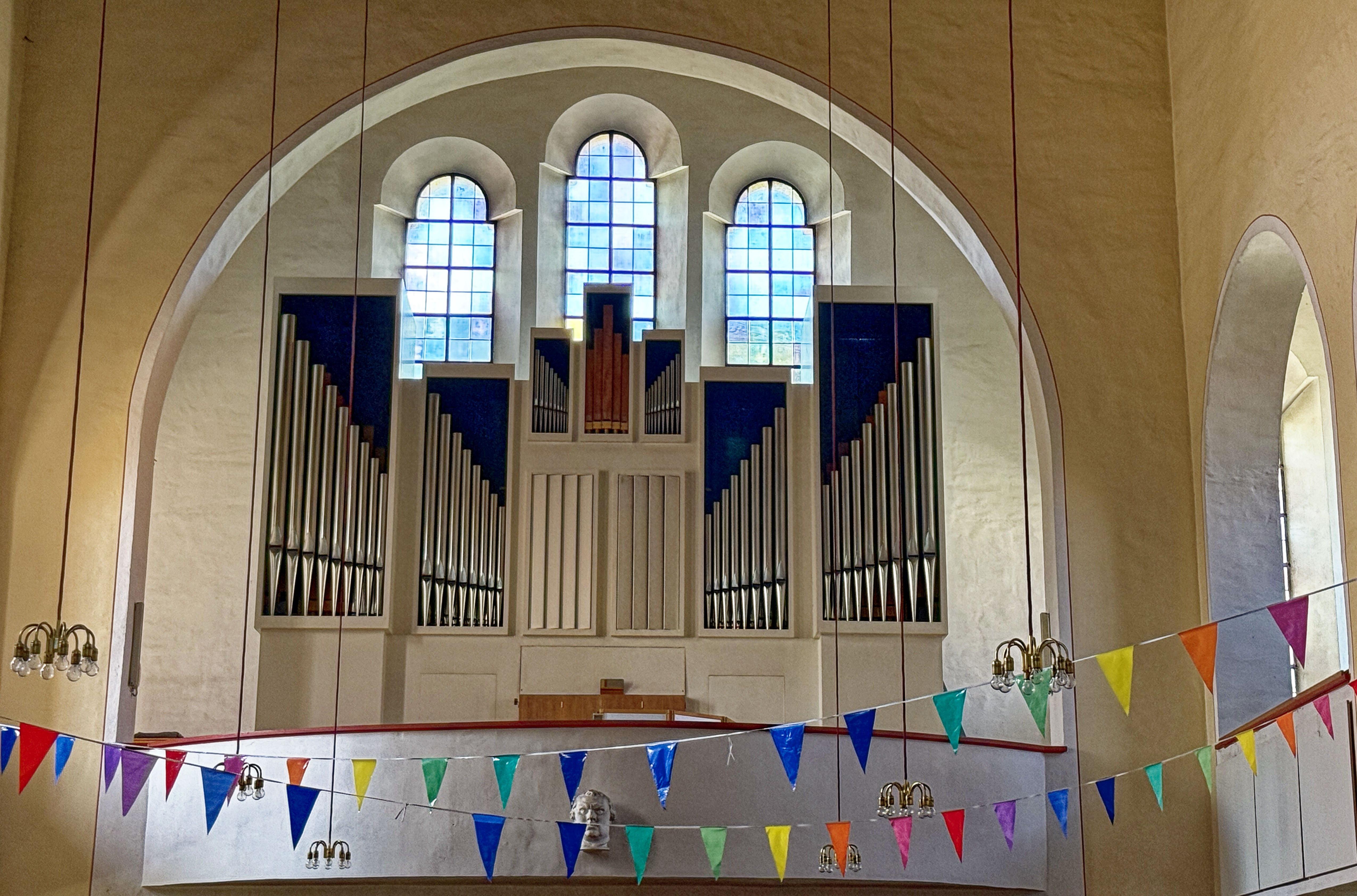
Simon-Orgel von 1969

Die dreimanualige Orgel von G. F. Steinmeyer & Co. wurde 1943 zerstört. Sie verfügte über 29 Register; weitere Register waren zum Ausbau vorbereitet. Nach dem Wiederaufbau der Kirche wurde die kleine Orgel des Betsaals, die ehemalige Hausorgel von Prof. Sagerer, in die Kirche umgesetzt und um vier Register erweitert. Die heutige Orgel wurde 1969 von Ekkehard Simon mit 39 Registern und 2553 Pfeifen auf drei Manualen und Pedal gebaut. Der damalige Landeskirchenmusikdirektor Friedrich Högner entwarf die folgende Disposition:
| I Kronwerk C–g3 |        |
| Gedackt         | 8′     |
| Koppelflöte     | 4′     |
| Prinzipal       | 2′     |
| Terz            | 1 3⁄5′ |
| Spitzquinte     | 1 ⁄3′  |
| Oktävlein       | 1′     |
| Zimbel III      | 1⁄2′   |
| Krummhorn       | 8′     |
| Tremulant       |        |

| II Hauptwerk C–g3 |       |
| Pommer            | 16′   |
| Prinzipal         | 8′    |
| Spitzflöte        | 8′    |
| Oktave            | 4′    |
| Blockflöte        | 4′    |
| Quinte            | 2 ⁄3′ |
| Flachflöte        | 2′    |
| Mixtur IV-VI      | 1 ⁄3′ |
| Trompete          | 8′    |

| III Schwellwerk C–g3 |        |
| Rohrflöte            | 8′     |
| Gemshorn             | 8′     |
| Prinzipal            | 4′     |
| Kleingedeckt         | 4′     |
| Nasat                | 2 ⁄3′  |
| Hohlflöte            | 2′     |
| Terzflöte            | 1 3⁄5′ |
| Septime              | 1 ⁄7′  |
| None                 | 8⁄9′   |
| Scharff V            | 1′     |
| Dulcianregal         | 16′    |
| Tremulant            |        |

| Pedal C–f1         |     |
| Subbass            | 16′ |
| Stillgedeckt (Tr.) | 16′ |
| Oktavbass          | 8′  |
| Gedacktbass        | 8′  |
| Choralbass         | 4′  |
| Pommer             | 4′  |
| Nachthorn          | 2′  |
| Mixtur IV          | 2′  |
| Posaune            | 16′ |
| Trompete           | 8′  |
| Clarine            | 4′  |

- Koppeln: I/II, III/I, III/II, I/P, II/P, III/P
- Spielhilfe: 2 freie Kombinationen, 1 freie Pedalkombination, Tutti, Generalkoppel, Zungeneinzelabsteller, Crescendo, Crescendo ab
- Bemerkungen: Schleiflade, mechanische Spiel- und elektrische Registertraktur, Spielschrank

## Geläut
Für die neue Kirche schaffte die Gemeinde 1927 ein Vierergeläut an, das von der Firma Schilling in Apolda gegossen wurde. Die Glocken erhielten Inschriften mit Liedzeilen des Lutherliedes Ein feste Burg ist unser Gott, ergänzt um eine bildliche Darstellung (Lutherwappen mit Lutherbild, Kreuz, offene Bibel und Auge Gottes) und einen Bibelvers (Ps 46,1; Eph 2,9; Röm 1,18 und Hebr 13,8). Drei Bronzeglocken wurden 1942 als „Metallspende“ an die deutsche Rüstungsindustrie abgeliefert. Die Firma Rincker in Sinn goss 1964 ein neues Vierergeläut mit denselben Liedzeilen. Die Einweihung erfolgte am 10. September 1964. Es ist das einzige Rincker-Geläut in München und erklingt auf einem aufgefüllten E-Dur-Akkord.
| Nr. | Gussjahr | Gießer, Gussort | Durchmesser (mm) | Masse (kg) | Schlagton | Inschrift                                                                                       |
| --- | -------- | --------------- | ---------------- | ---------- | --------- | ----------------------------------------------------------------------------------------------- |
| 1   | 1964     | Rincker, Sinn   | 1.200            | 1.100      | e1        | „EIN FESTE BURG IST UNSER GOTT. GESTIFTET VON FRAU BERTA KÜHNEMANN.“                            |
| 2   | 1964     | Rincker, Sinn   | 1.090            | 0.778      | fis1      | „ER HEISST JESUS CHRIST.“                                                                       |
| 3   | 1964     | Rincker, Sinn   | 0.970            | 0.544      | gis1      | „DAS WORT SIE SOLLEN LASSEN STAHN.“                                                             |
| 4   | 1964     | Rincker, Sinn   | 0.797            | 0.296      | h1        | „DAS REICH MUSS UNS DOCH BLEIBEN. GESTIFTET VON FRAU CLEMENTINE KIENDL UND HERRN GEORG KIEFER.“ |